# Округ Шарки (Мисисипи)
Шарки (енгл. Sharkey County) је округ у америчкој савезној држави Мисисипи.

## Демографија
По попису из 2010. године број становника је 4.916, што је 1.664 (-25,3%) становника мање него 2000. године.
| Група             | 2000.         | 2010.         |
| Белци             | 1.911 (29,0%) | 1.366 (27,8%) |
| Афроамериканци    | 4.561 (69,3%) | 3.490 (71,0%) |
| Азијати           | 18 (0,3%)     | 11 (0,2%)     |
| Хиспаноамериканци | 86 (1,3%)     | 39 (0,8%)     |
| Укупно            | 6.580         | 4.916         |